# Liste du patrimoine mondial aux Tonga
Cet article recense les sites inscrits au patrimoine mondial aux Tonga.

## Statistiques
Les Tonga acceptent la Convention pour la protection du patrimoine mondial, culturel et naturel le 30 avril 2004.
En 2013, les Tonga ne comptent aucun site inscrit au patrimoine mondial. Le pays a cependant soumis 2 sites à la liste indicative, culturels.

## Liste indicative
Les sites suivants sont inscrits sur la liste indicative des Tonga en 2024. Les noms fournis par le Tonga sont en anglais : les traductions en français sont données ici à titre indicatif.
| Id.  | Bien                                              | Division(s)                              | Année | Critères et notes | Coordonnées                                                 | Illus. |
| ---- | ------------------------------------------------- | ---------------------------------------- | ----- | --- | ----------------------------------------------------------- | ------ |
| 5167 | Les anciennes capitales du royaume des Tonga (de) | Tongatapu                                | 2007  | Culturel, (iii), (iv) Deux sites distincts : - Parc historique de Haʻamonga ʻa Maui - Anciens tombeaux royaux de Lapaha | 21° 08′ 13″ S, 175° 02′ 53″ O 21° 10′ 44″ S, 175° 07′ 01″ O |        |
| 5168 | Sites archéologiques de potterie Lapita           | Tongatapu, Haʻapai, Vavaʻu, Niuatoputapu | 2007  | Culturel, (iii), (iv) Site sériel comportant plus d'une trentaine de sites archéologiques                               | 20° S, 175° O                                               |        |